# Ориенталска кукувица
Ориенталска кукувица (Cuculus saturatus) е вид птица от семейство Cuculidae.

## Разпространение
Видът е разпространен в Австралия, Виетнам, Индонезия, Камбоджа, Китай, Казахстан, Киргизстан, Лаос, Малайзия, Микронезия, Монголия, Мианмар, Нова Зеландия, Палау, Папуа Нова Гвинея, Русия, Северна Корея, Соломоновите острови, Таджикистан, Тайланд, Финландия, Филипините, Южна Корея и Япония.